# 斯尼萨·拉德诺维奇
斯尼萨·拉德诺维奇（1979年11月23日—），是一名塞尔维亚足球运动员，现在效力于塞尔维亚超级联赛球队哈伊杜克库拉。

## 俱乐部生涯
拉德诺维奇在塞尔维亚低级别联赛球队弗尔巴斯开始足球生涯，2002年转会至甲级联赛球队马拉多斯特，他在球队的表现稳定，并于2006年加盟塞尔维亚足球超级联赛球队哈伊杜克库拉。2007年他前往葡萄牙，加盟吉马良斯维多利亚，但却始终没有受到重用，赛季结束后他又回到哈伊杜克库拉。
2010年，拉德诺维奇前往中国足球超级联赛球队山东鲁能泰山试训。1月25日，鲁能官方宣布签下拉德诺维奇。拉德诺维奇在山东鲁能的表现一般，在2010赛季中期的夏季转会窗被俱乐部解约，之后他回到塞尔维亚，重新加盟哈伊杜克库拉。